# Juan Costa y Beltrán
Juan Costa y Beltrán (Zaragoza, 1550 - ibíd., 30 de junio de 1597) fue un abogado español y cronista mayor del Reino de Aragón entre los años 1592 y 1597.

## Biografía
Nació probablemente de Zaragoza en el año 1549 o 1550, hijo de Pedro Costa y María Beltrán, familia infanzona. Estudió en la Universidad de Zaragoza con Jacques Cujas y Pedro Juan Núñez; se doctoró en Derecho en la misma universidad en el año 1585, donde acabó por ser catedrático de la facultad de Derecho. Anteriormente había sido catedrático de Retórica en las universidades de Barcelona (1572), Salamanca (1577), Huesca, Lérida y Valencia.
Después de la muerte de Jerónimo de Blancas en 1590 fue propuesto por la Diputación del Reino de Aragón para el lugar de cronista oficial.

## Obra
Entre sus obras hay que destacar el Gobierno del ciudadano (1584), diálogo dedicado a la ciudad de Zaragoza, reeditado varias veces y traducido al latín, francés e italiano.
No obstante, su obra más importante es De conscribenda rerum historiae (1591) en la que propone que la historia ha de recoger solo aquellos acontecimientos de los que se pueda sacar una buena enseñanza; dice como tienen que ordenarse las noticias y da algunas normas sobre los discursos que se ponen en boca de los personajes. Trata también temas como la historia de la Filosofía y la Poesía.
Otras obras destacadas fueron De utraque inventione oratoria et dialéctica (Barcelona, 1578, y nueva edición en Zaragoza, 1584) y Oratio vamos laudem litterarum, leída en la Universidad de Zaragoza en 1584.
Como cronista escribió un Catálogo y genealogía de los reyes de España y unas Anotaciones a los Anales de Aragón. También hizo una Crónica de Aragón que, por no contar con la aprobación del monarca debido a la independencia de juicio que mostraba, fue destruida.